# Royal Melbourne Hospital
Royal Melbourne Hospital är ett sjukhus i Melbourne i Victoria i Australien. Bygget inleddes den 20 mars 1846 och sjukhuset invigdes den 15 mars 1848. Den 16 mars 1939 påbörjades bygget av ett nytt sjukhus och hörnstenen sattes i plats den 13 november 1941. Det nya sjukhuset togs i bruk år 1942.